# Zapadnyj Post
Zapadnyj Post, także Zapadnyj Park (ros. Западный Пост, Западный Парк) – przystanek kolejowy w miejscowości Briańsk, w obwodzie briańskim, w Rosji. Położony jest na linii z Briańska do Homla.